# Septet (dichtvorm)
In de versleer is een septet een zevenregelige strofe of een zevenregelig gedicht. Een specifieke vorm van het septet is het rhyme royal, waarbij de zeven versregels bestaan uit jambische pentameters, met het rijmschema ababbcc. Deze vorm is onder ander bekend van Shakespeare een Chaucer.
Willem Bilderdijk en Paul van Ostaijen zijn voorbeelden van Nederlandstalige dichters die een of meerdere septetten hebben geschreven.